# Parinaz Ebrahimi
Parinaz Ebrahimi (ur. 1996) – irańska lekkoatletka, młociarka.
Złota medalistka mistrzostw kraju.

## Rekordy życiowe
- rzut młotem – 48,80 (2013) rekord Iranu